# Paraphaenocladius croceus
Paraphaenocladius croceus är en tvåvingeart som beskrevs av Chaudhuri och Bhattacharyay 1989. Paraphaenocladius croceus ingår i släktet Paraphaenocladius och familjen fjädermyggor. Inga underarter finns listade i Catalogue of Life.